# Carl David Anderson
Carl David Anderson (ur. 3 września 1905 w Nowym Jorku, zm. 11 stycznia 1991 w San Marino w Kalifornii) – amerykański fizyk eksperymentalny, laureat Nagrody Nobla w dziedzinie fizyki za odkrycie pozytonu (wspólnie z Victoren F. Hessem, nagrodzonym w tymże roku za odkrycie promieniowania kosmicznego).

## Życiorys
Urodził się w Nowym Jorku, jako syn Carla Davida Andersona i Emmy Adolfiny Ajaxson. W 1912 rodzina przeniosła się do Los Angeles, gdzie Anderson senior (ojciec) zarządzał małą firmą restauracyjną. Carl Anderson ukończył Los Angeles Polytechnic High School w roku 1923.

## Kariera naukowa

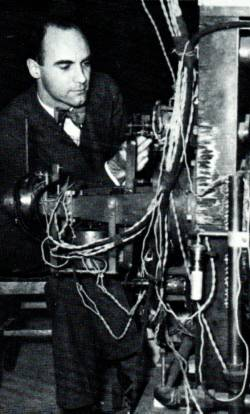
Carl David Anderson w 1937

Następnej jesieni (1923) wstąpił do California Institute of Technology (Caltech) w Pasadenie, zamierzając studiować elektrotechnikę. Na drugim roku, podczas kursu z Ira Bowenem, protegowanym Roberta Millikana, Anderson zmienił kierunek na fizykę, otrzymując tytuł licencjata w 1927. Przebywał w Caltech na studiach magisterskich i podyplomowych, tu uzyskał doktorat (1930), w końcu został asystentem (1933), współpracownikiem (1937) i profesorem zwyczajnym (1939).
Pod kierownictwem Roberta Millikana rozpoczął badania nad promieniowaniem kosmicznym, w trakcie których zauważył w komorze mgłowej ślady nieznanych dotychczas cząstek elementarnych. Anderson prawidłowo zinterpretował je jako ślady cząstek, posiadające taką samą masę jak elektron, ale odwrotny ładunek elektryczny. W dalszych eksperymentach, polegających na bombardowaniu różnych materiałów promieniowaniem gamma (otrzymanym z rozpadu ThC) uzyskał bezpośredni dowód istnienia pozytonów, potwierdzając teoretyczne przewidywania Paula Diraca.
Opublikował swoje odkrycie w roku 1932. Zostało ono wyróżnione Nagrodą Nobla w roku 1936. W tymże roku Anderson odkrył inną cząstkę, 207 razy cięższą od elektronu – mion. Początkowo sądził, że jest to pion, którego istnienie postulował Hideki Yukawa. Kiedy stało się oczywiste, że nie jest to pion, inny fizyk, Isidor Rabi, zakłopotany i niewiedzący, w jaki sposób „zmieścić” nowo odkrytą cząstkę do reszty logicznego schematu fizyki cząstek, zadał słynne pytanie – „a kto to w ogóle zamówił?” (według niektórych wersji tej anegdoty, Rabi wraz z kolegami zamówił właśnie kolację w chińskiej restauracji).
Mion był pierwszą cząstką na długiej liście cząstek elementarnych, których odkrycie początkowo wprowadziło dużo zamieszania, jako że nie były one teoretycznie przewidziane. Willis Lamb często powtarzał zasłyszane podobno przez siebie zdanie, że „dawniej odkrywcy nowych cząstek dostawali Nagrodę Nobla, ale teraz takie odkrycie powinno być karane $10.000 mandatem”. Dopiero Murray Gell-Mann i Kazuhiko Nishijima wprowadzili na nowo porządek w świat fizyki cząstek, opracowując teoretyczny model kwarków.